# Coleochaetales
Coleochaetales es un grupo de algas verdes con formas filamentosas, discoidales con crecimiento apical o en los márgenes del disco.
El hábitat es la superficie de rocas sumergidas o sobre plantas de agua fresca. Se reproducen asexualmente por zoosporas sencillas en células; y sexualmente por oogamia. Los cigotos permanecen unidos al talo parental con cubierta. Se forman células de transferencia entre el cigoto y el alga parental para transporte de sustancias.
Se parece a las plantas en:
- forma fragmoplasto;
- tienen la enzima oxidasa de glicolato en peroxisomas;
- estructura de capas múltiples en la base del flagelo;
- anteridio complejo multicelular;
- fósiles similares a Coleochaete son del mismo tiempo en que evolucionaron las plantas.

Por tener meiosis cigótica, ciclo haplóntico, no se considera antecesor literal de las plantas.

## Géneros
- Chaetosphaeridium[2]
- Coleochaete